# Všehrdy (okres Chomutov)
Všehrdy (německy Tschern) jsou obec v Ústeckém kraji v okrese Chomutov. Nachází se v rovinaté krajině Údlické kotliny asi pět kilometrů jihovýchodně od Chomutova. Žije zde 156 obyvatel.
První písemná zmínka o vesnici je z konce třináctého století. Ves původně patřila převážně drobné šlechtě, ale od šestnáctého století byla součástí chomutovského a později červenohrádeckého panství. V polovině devatenáctého století se stala samostatnou obcí. Obyvatelé se živili především zemědělstvím, ale v devatenáctém století se důležitým zaměstnavatelem stala místní cihelna, která ve vsi fungovala více než sto let. Od druhé poloviny 20. století je dominantou Všehrd velká věznice.

## Název
Název vesnice je odvozen ze slov vši (všichni) a hrdí. V některých listinách se používá německý název převzatý ze slova Černčín. V historických pramenech se jméno vesnice vyskytuje ve tvarech Schehorn (1295), Czirnczin (1325), de Wssehrd (1370), ve Všehrdech (1478), prodal ves Tssernou jinak Všehrady (1609) nebo Tscheren (1787).

## Historie

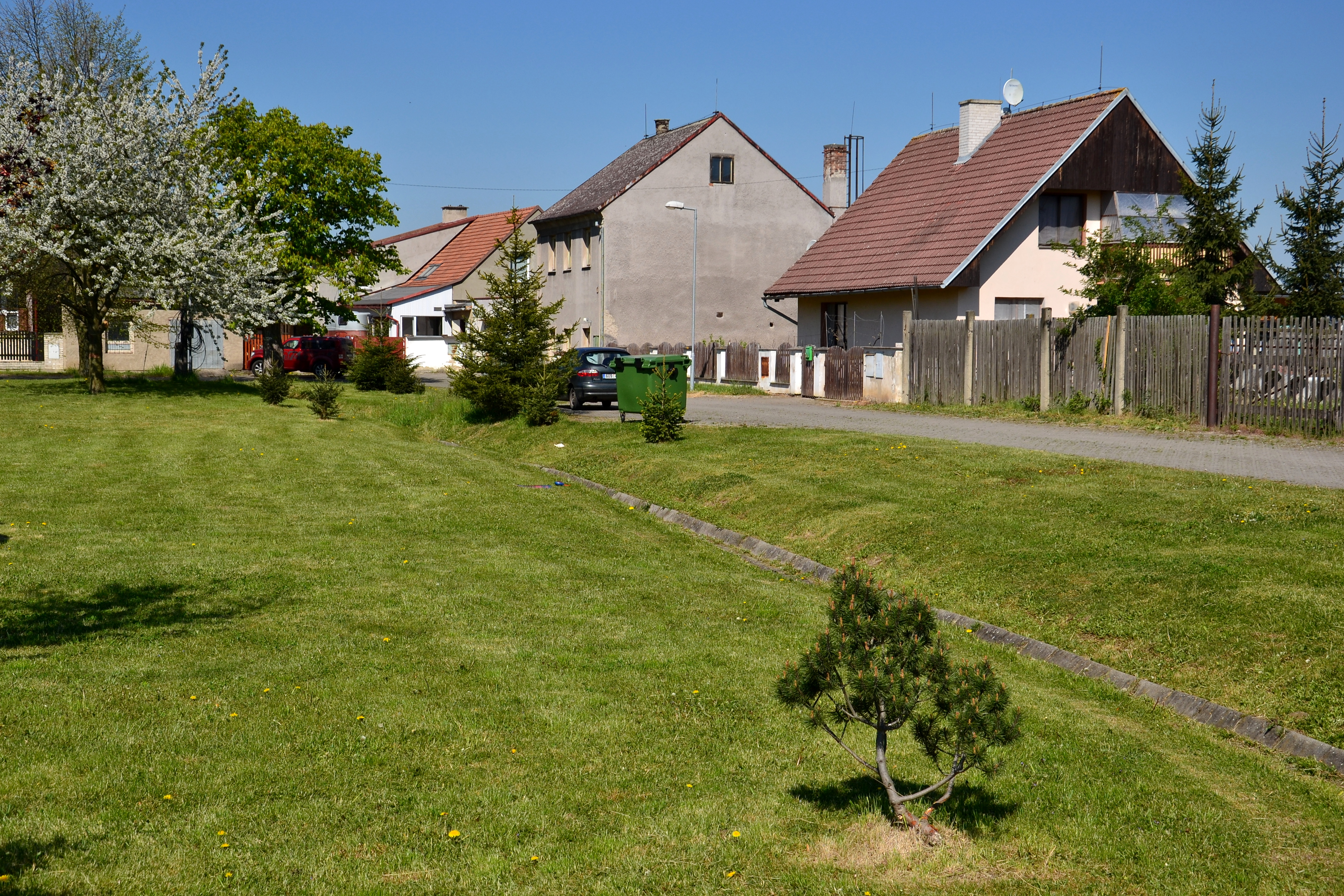
Domy na návsi

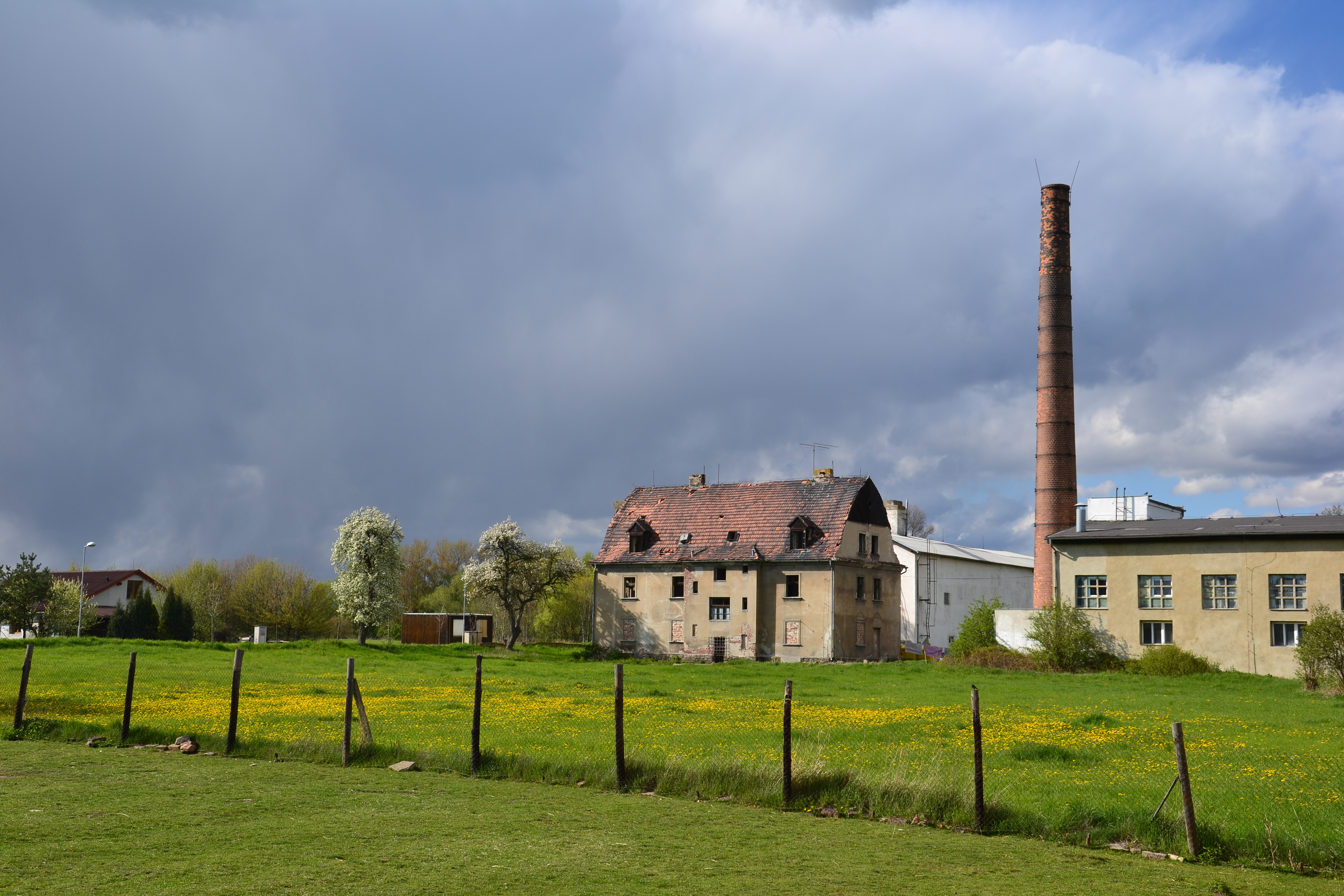
Komín bývalé cihelny

První písemná zmínka o Všehrdech pochází z roku 1295 a nachází se v přídomku Arnolduse de Schehorn, který je považován za tehdejšího majitele. Později byla vesnice nejspíše rozdělena na dvě části, z nichž jednu drželi příslušníci drobné šlechty a druhá až do roku 1325 patřila postoloprtskému klášteru. Z ostatních majitelů jsou známi například Arnolt (1358), Pešek a Ješek z Rabštejna (1367) nebo Hynek a Václav z Hořetic (1454–1474).
V roce 1574 byla vesnice připojena k nezabylickému statku v majetku Benigny Boryňové ze Lhoty, která se provdala za Ferdinanda z Renšperka. O čtyři roky později statek koupil Bohuslav Felix Hasištejnský z Lobkovic a připojil jej k Chomutovu. V roce 1588 se Všehrdy staly součástí červenohrádeckého panství, u kterého zůstaly až do roku 1651, kdy je koupil Jan Nostic. Podle berní ruly z roku 1654 ve vsi žilo sedm sedláků a tři chalupníci, z nichž jeden provozoval krčmu. Tři selské statky byly pusté a také ostatní usedlosti byly ve špatném stavu. V roce 1714 byla vesnice znovu připojena k Červenému hrádku a v jeho správě zůstala až do roku 1850.
V roce 1847 byla u vesnice postavena cihelna. Měla dvě pece a vyráběly se v ní cihly, střešní tašky a další stavební komponenty. Celková kapacita bývala půl milionu cihel ročně, ale běžně se vyráběla jen polovina. Jedním z pozůstatků výroby cihel jsou bývalá hliniště. Většina lidí ve vsi pracovala v cihelně nebo v zemědělství. V sedmdesátých letech dvacátého století byla cihelna uzavřena a část obyvatel si našla zaměstnání v chomutovských průmyslových podnicích.
U vesnice se v minulosti těžila ložiska kamenečných břidlic s obsahem zinkové rudy hemimorfitu a tzv. bělotvorné zásady (všehrdské bělky), která se dodávala do rakovnických keramických závodů.
Největším novodobým zásahem do urbanistické podoby vesnice byla výstavba věznice. Byla založena v roce 1958 na místě statku zaměřeného na chov kachen, ale její areál se rozšiřoval až do osmdesátých let dvacátého století. V roce 1998 navázal na tradici výroby stavebnin podnik Betonstar, kde se vyráběly prvky zámkové dlažby.

## Přírodní poměry
Všehrdy stojí asi pět kilometrů jihovýchodně od Chomutova ve stejnojmenném katastrálním území s rozlohou 3,86 km². Jeho geologické podloží tvoří neogenní sedimenty (písky, štěrky, jíl a podřadně uhelné sloje). Z geomorfologického hlediska je území součástí celku Mostecká pánev a podcelku Chomutovsko-teplická pánev, který se zde dělí na dva okrsky, jejichž hranice vede podél trasy dálnice D7. Oblast severně od ní se samotnou vesnicí patří do rovinaté Údlické kotliny, zatímco směrem k jihu se zvedají mírné svahy zvlněné Březenské pánve. Nejvyšší bodem území je Holetický vrch s nadmořskou výškou 333,9 metrů, který se nachází asi jeden kilometr jihozápadně od vesnice na hranici s katastrálním územím Droužkovice.
Z půdních typů většinu katastrálního území pokrývá úrodná černozem modální. Pouze do severozápadního cípu území zasahuje oblast výskytu kambizemě arenické a podél jižní hranice půdní pokryv tvoří smonice modální.
Jediným vodním tokem, který protéká vesnicí je Hačka, která se v sousedním Hořenci vlévá do Chomutovky, a patří tedy k povodí Ohře.
V rámci Quittovy klasifikace podnebí Všehrdy stojí v teplé oblasti T2, pro kterou jsou typické průměrné teploty −2 až −3 °C v lednu a 18–19 °C v červenci. Roční úhrn srážek dosahuje 550–700 milimetrů, počet letních dnů je 50–60, počet mrazových dnů se pohybuje mezi 100–110 a sněhová pokrývka zde leží průměrně 40–50 dnů v roce.

## Obyvatelstvo
Při sčítání lidu v roce 1921 zde žilo 239 obyvatel (z toho 122 mužů), z nichž bylo 23 Čechoslováků, 208 Němců a osm cizinců. Kromě jednoho člověka bez vyznání a patnácti evangelíků patřili k římskokatolické církvi. Podle sčítání lidu z roku 1930 měla vesnice 252 obyvatel: pět Čechoslováků, 241 Němců a šest cizinců. Dva z nich byli bez vyznání, osm patřilo k evangelickým církvím a ostatní se hlásili k římskokatolické církvi.
|           | 1869 | 1880 | 1890 | 1900 | 1910 | 1921 | 1930 | 1950 | 1961 | 1970 | 1980 | 1991 | 2001 | 2011 | 2021 |
| --------- | ---- | ---- | ---- | ---- | ---- | ---- | ---- | ---- | ---- | ---- | ---- | ---- | ---- | ---- | ---- |
| Obyvatelé | 197  | 196  | 209  | 260  | 242  | 239  | 252  | 180  | 165  | 183  | 111  | 127  | 138  | 623  | 535  |
| Domy      | 30   | 31   | 35   | 39   | 39   | 38   | 45   | 39   | 32   | 34   | 26   | 27   | 30   | 33   | 37   |

## Obecní správa a politika

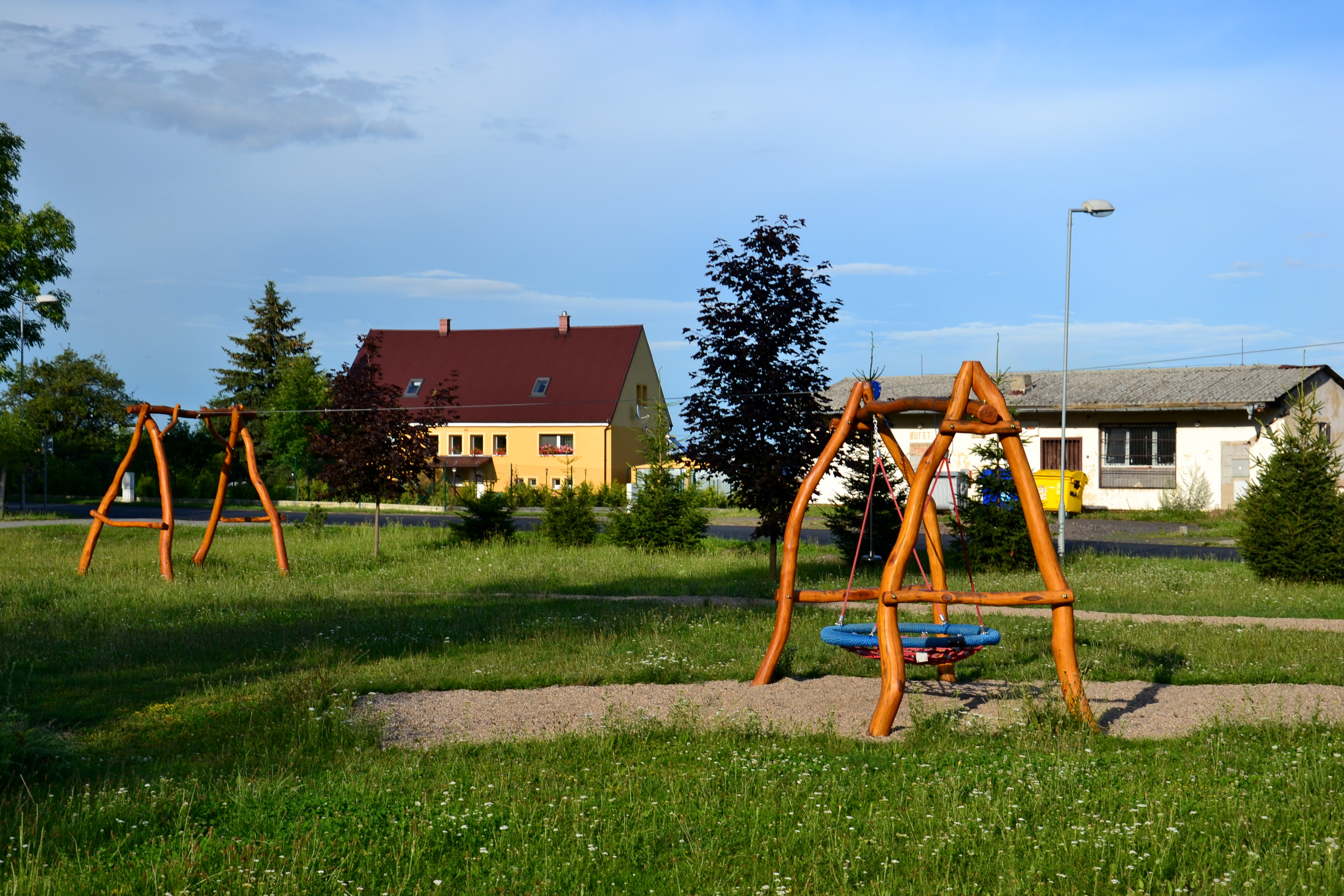
Náves s dětským hřištěm

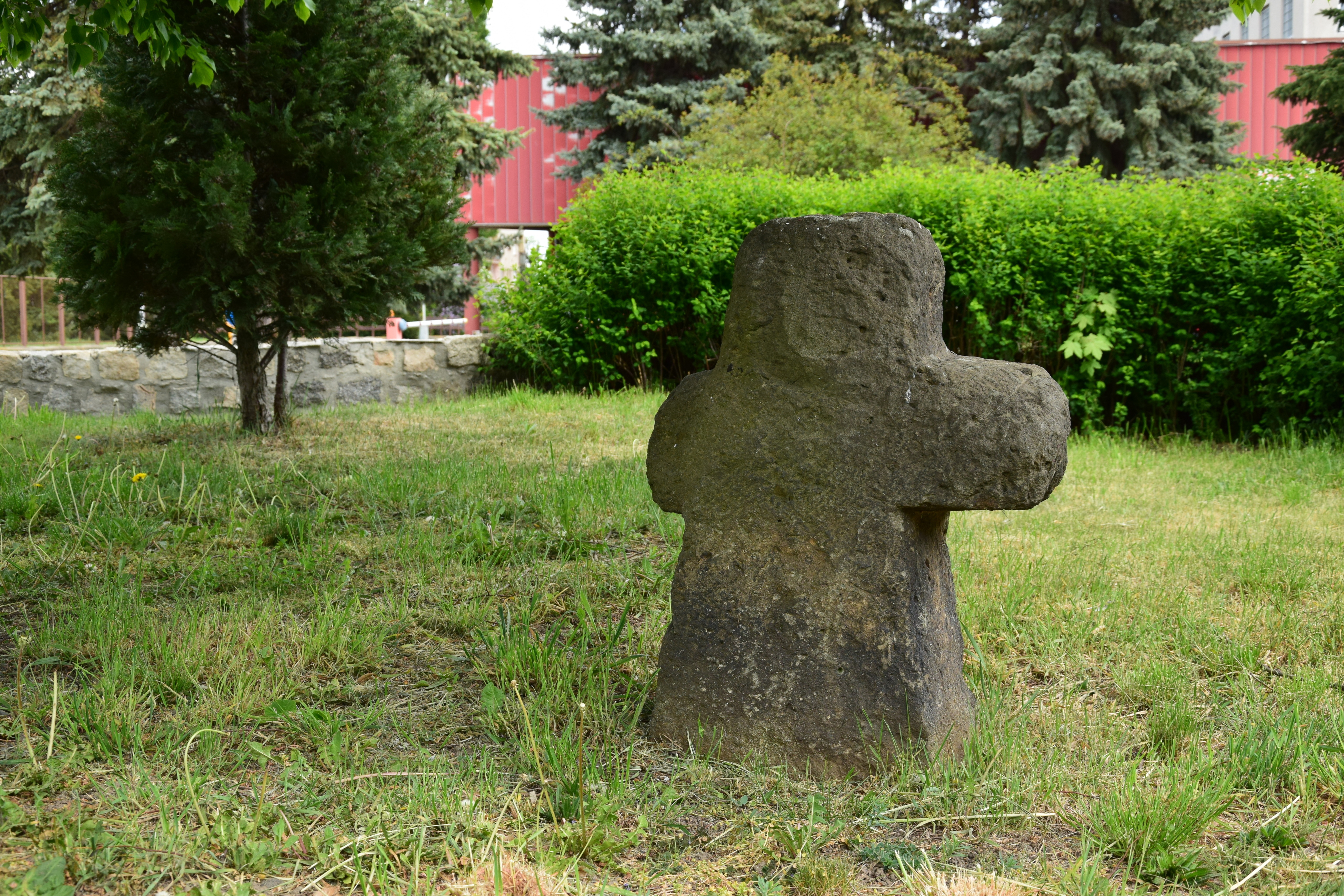
Smírčí kříž

V letech 1850–1980 byly Všehrdy samostatnou obcí v okrese Chomutov. Od 1. ledna 1981 do 23. listopadu 1990 patřily jako část obce k Údlicím a od 24. listopadu 1990 jsou opět obcí.
Dne 22. května 1938 se konaly volby do obecních zastupitelstev. Z rozdělených 143 hlasů ve Všehrdech získaly 103 hlasů Sudetoněmecká strana a čtyřicet hlasů Německá sociální demokracie.

## Věznice
Všehrdská věznice patřila v padesátých letech dvacátého století pod správu Nápravného ústavu Libkovice. První vězni byli v roce 1957 ubytováni na statku a pracovali v zemědělství a později na stavbě věznice. V roce 1960 bylo do dokončených objektů umístěno asi 300 odsouzených žen. Také ony zpočátku pracovaly na statku, ale později je zaměstnával podnik Elektro Kovářská, klášterecká porcelánka nebo byly zaměstnány ve vnitřních dílnách Preciosy a PAL. Po zrušení libkovické věznice byli v roce 1990 do Všehrd přestěhováni mladiství vězni a později začala sloužit také k výkonům trestů závažnějších trestných činů.

## Doprava
Všehrdy stojí mezi dálnicí D7 z Prahy do Chomutova (jižně) a silnicí II/607, (severně) ze které do vesnice vede odbočka III/00729, která zde končí. U věznice se nachází zastávka autobusové linkové dopravy. Nejbližší železniční stanice jsou Březno u Chomutova na železniční trati Lužná u Rakovníka – Chomutov a Chomutov. Vesnicí ani jejím správním územím nevedou žádné značené turistické trasy ani cyklotrasy.

## Pamětihodnosti
Na návsi stávala novorománská kaple Narození Panny Marie z doby okolo roku 1880. Byla obdélná s malým presbytářem a štíhlou hranolovou věží v ose vstupního průčelí. Zbořena byla v roce 1982. U autobusové zastávky stojí smírčí kříž.